# Ibrahim Drešević
Ibrahim Drešević (sinh ngày 24 tháng 1 năm 1997) là một cầu thủ bóng đá người Thụy Điển thi đấu cho Heerenveen.